# Google Trends
Google Trends is een dienst van Google die door middel van grafieken inzicht geeft wanneer en hoe vaak op een bepaald woord is gezocht met de zoekmachine van Google. Ook een vergelijking tussen steden, landen en talen in zoekgedrag is mogelijk.
Verder is te zien welke gebeurtenissen hebben gezorgd voor een sterke toename van het gebruik van een bepaalde zoekterm. Zo wordt na een zware aardbeving met veel slachtoffers veel vaker gezocht op het woord 'aardbeving'. Tevens is het gebruik van verschillende zoektermen in de loop der tijd (vanaf begin 2004) met elkaar te vergelijken. De dienst is gestart begin mei 2006.
Google Trends wordt vaak gebruikt als populariteit indicator van zoekwoorden.